# Sylvia Renz (Schriftstellerin)
Sylvia Renz (geborene Morenings; * 10. Mai 1949 in Schweinfurt) ist eine deutsche Schriftstellerin.

## Leben und Werk
Sylvia Renz ist ausgebildete Hauswirtschaftsleiterin. Bekann wurde sie durch ihre Jugendromane; sie schrieb viele Artikel für christliche Zeitschriften, drei Kinderhörspiele und 20 Bücher. Seit 2002 betreute sie Fernkursteilnehmer im Internationalen Bibel-Studien-Institut der Stimme der Hoffnung der Rundfunk- und Fernsehanstalt der Siebenten-Tags-Adventisten Hope TV. Seit 2014 ist sie im aktiven Ruhestand. 
Sylvia Renz ist mit dem Pastor Werner Renz verheiratet und Mutter von drei Kindern.

## Publikationen (Auswahl)
- Reden in den Wind? Abhandlung über Glossolalie. 2. Aufl. Advent-Verlag, Zürich 1993, ISBN 3-905008-35-1.
- Auf dem Weg nach nirgendwo? Die Geschichte einer Liebe. Schulte & Gerth, Aßlar 1994; 3.  Auflage 1995, ISBN 3-89437-277-X.
- Mit dir bis ans Ende der Welt. Die Geschichte einer Liebe. Schulte & Gerth, Aßlar 1994. 2. Auflage 1994, ISBN 3-89437-314-8.
- Wie eine Wolke im Wind. Die Geschichte einer Liebe. Schulte & Gerth, Aßlar 1995, ISBN 3-89437-346-6.
- Und der Himmel ist so nah. Die Geschichte einer Liebe. Schulte & Gerth, Aßlar 1998, ISBN 3-89437-348-2.
- Das Nachtauge, Bei mir müsste es schon der Paradiesgarten sein. Saatkorn Ed., Lüneburg 1996, ISBN 3-8150-1530-8.
- Der Traummann. Für Morgen kann ich dir noch nichts versprechen. Saatkorn Ed., Lüneburg 1996, ISBN 3-8150-1531-6.
- Das Seidenband. Schwierigkeiten auf dem Weg ins große Glück. Saatkorn Ed., Lüneburg 1997, ISBN 3-8150-1532-4.
- Der Paradiesgarten. Was kommt nach dem „Happyend“? Saatkorn Ed., Lüneburg 1997, ISBN 3-8150-1537-5.
- ... und wollte die Wolken umarmen. Schulte & Gerth, Aßlar 1999, ISBN 3-89437-619-8.
- ... einmal nur die Sonne küssen.  Schulte & Gerth, Aßlar 2000, ISBN 3-89437-658-9.
- Immer Zoff mit Kiki. Schulte & Gerth, Aßlar 1999, ISBN=3-89437-647-3.
- Alles wegen Kiki. Serie für Schulkinder. Schulte & Gerth, Aßlar 2001; überarb. und erw. Neuaufl. Kokko-Verlag, Merseburg 2020, ISBN 978-3-940174-04-8  (auch als Hörbuch).
- mit Frederick Pelser: Der König von Babylon. Nebukadnezar – ein Mann auf dem Weg zur Macht. Historischer Roman, Band 1. Hänssler, Holzgerlingen 2005, ISBN 3-7751-4276-2.
- mit Frederick Pelser: Babylon die Große. Nebukadnezars Glanzzeit und Ende. Historischer Roman, Band 2.  Hänssler, Holzgerlingen 2005, ISBN 3-7751-4277-0.
- mit Frederick Pelser: Babylons Erben. Cyrus – der Sieger aus dem Osten. Historischer Roman, Band 3. Hänssler, Holzgerlingen 2005, ISBN 3-7751-4278-9.
- Das verlorene Herz. Roman. Schulte und Gerth, Aßlar 2002, ISBN 3-89437-760-7.
- Jakobs Sohn. Historischer Roman. Francke, Marburg 2005, ISBN 3-86122-766-5.
- Ich nehm dich mit in meinen Tag. 366 Geschichten für die ganze Familie. Schulte & Gerth, Aßlar 2003, ISBN 3-89437-894-8.
- Tini und Taps. Teile 1 und 2. Hörspiele für Vorschulkinder. Verlag: Stimme der Hoffnung, Alsbach-Hähnlein 2007.
- Maria, die Frau aus Magdala. SCM Hänssler, Holzgerlingen 2008, ISBN 978-3-7751-4287-8.